# Plage de Grande Anse (Trois-Rivières)
Ne doit pas être confondu avec Plage de Grande Anse (Deshaies).
La plage de Grande Anse est une plage de sable noir située à Trois-Rivières, en Guadeloupe.

## Description
La plage de Grande Anse s'étend sur environ 1,5 km de la pointe de la Grande Anse jusqu'à la pointe Glacis. Elle reçoit les eaux en son centre de la ravine Cimetière.

## Histoire
Outre la station balnéaire, c'est aussi un lieu de ponte des tortues marines. Elle est protégée par un arrêté Biotope du 30 juin 1997 destiné à assurer la conservation des biotopes nécessaires à la reproduction, l'alimentation, le repos et lors de la nidification, la survie des tortues marines présentes sur la plage.
En janvier 2021, des fouilles archéologiques y sont entreprises.

## Galerie

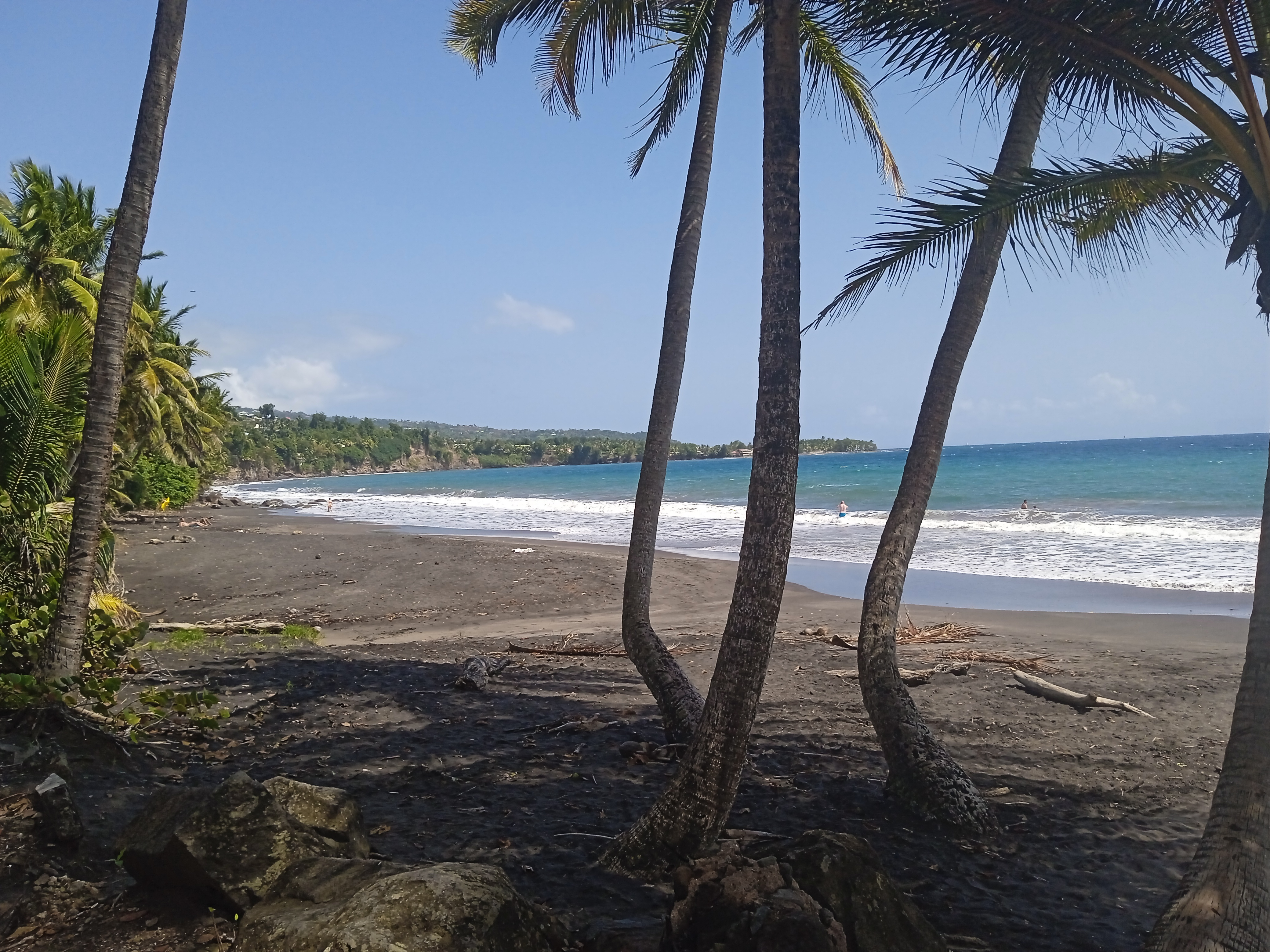
Plage et pointe de Grande Anse.